# Наш учитель английского (фильм, 2008)
Наш учитель английского / Наша школа ET / Our School E.T. — романтическая кинокомедия режиссёра Пак Гван Чхун.

## Сюжет
Главным героем фильма является преподаватель физкультуры из частной школы Чун Сен-Гун, которого ученики называют «E.T.». Большинство родителей недовольны тем, что их дети подвергаются физическим нагрузкам, ведь они будущая элита общества и должны больше времени посвящать другим предметам. Наконец, Совет школы требует убрать из расписания физкультуру и уволить учителя, а вместо этого добавить часы английского языка. Чун Сен-Гун как раз получил лицензию на право преподавания английского языка 10 лет назад.

## В Ролях
- Ким Су Ро — Kim Seong Keun
- Lee Han Wi — Principle
- Пэк Сон Хён — Jeong Ku
- Пак Бо Ён — Han Song I
- Ли Мин Хо — Sang Hun
- Moon Chae Won — Eun Sil
- Lee Chan Ho — Ki Ho
- Ha Jung Woo — cameo
- Kim Young Ok — Seong Keun’s mother
- Lee Yong Lee — Eun Sil’s mother
- Kim Byeong Ok
- Oh Yeon Seo
- Kim Hyeong Beom
- Ким Сон Рён
- Kim Si Hyang
- Rim Dong Beom